# مادينغتون (كيبك)
مادينغتون (بالإنجليزية: Maddington, Quebec)‏ هي بلدية محلية في كيبيك تقع في كندا في Arthabaska Regional County Municipality. يقدر عدد سكانها بـ 443 نسمة ومساحتها 24.30 كم2 .